# شیگرو کیتایاما
شیگرو کیتایاما (انگلیسی: Shigeru Kitayama؛ زادهٔ ۱ ژانویهٔ ۱۹۰۱) تهیه‌کننده فیلم است.